# Eiao-Rohrsänger
Der Eiao-Rohrsänger (Acrocephalus percernis aquilonis, Syn.: Acrocephalus mendanae aquilonis, Acrocephalus caffer aquilonis) ist eine stark gefährdete Unterart des Nordmarquesas-Rohrsängers (Acrocephalus percernis). Ursprünglich wurde er als Unterart des Langschnabel-Rohrsängers (Acrocephalus caffer) angesehen, danach galt er zunächst als Unterart des Marquesas-Rohrsängers (Acrocephalus mendanae), bis dieser in zwei Arten aufgespalten wurde und der Eiao-Rohrsänger dadurch als Unterart dem Nuku-Hiva-Rohrsänger zugeordnet wurde. Er ist endemisch auf der Insel Eiao in den Marquesas.

## Merkmale
Der Eiao-Rohrsänger erreicht eine Größe von 18 Zentimetern. Bei den Männchen beträgt die Flügellänge 91 bis 96 Millimeter, die Schwanzlänge 77,5 bis 84 Millimeter, die Schnabellänge 14,4 bis 16 Millimeter, und der Lauf ist 30,5 bis 31,3 Millimeter lang. Bei den Weibchen misst die Flügellänge 87,5 bis 98 Millimeter, die Schwanzlänge 74 bis 83 Millimeter, die Schnabellänge 15 bis 16,2 Millimeter, und der Lauf ist 29 bis 31,2 Millimeter lang. Das Gefieder zeigt eine allgemeine Gelbfärbung, dabei ähnelt der Eiao-Rohrsänger sowohl dem Langschnabel-Rohrsänger, als auch dem Nuku-Hiva-Rohrsänger (Acrocephalus mendanae percernis). Das Gelb in seinem Gefieder ist jedoch weniger intensiv als bei seinen Verwandten. Der Rücken ist grünlichgelb. Der Bauch ist hellgelb. Die Iris ist olivbraun, der Schnabel ist oberseits hornfarben und fleischfarben am Unterschnabel. Beine und Füße sind schiefergrau.

## Lebensraum
Der Eiao-Rohrsänger ist ein Bewohner von trockenen Flachlandwäldern auf der Insel Eiao.

## Status
Bei seiner Entdeckung im Jahre 1922 galt der Eiao-Rohrsänger noch als häufig. Aufgrund der Überweidung durch verwilderte Ziegen, Schafe und Schweine wurde die Vegetation der Insel stark verwüstet. Wo einst Wälder vorhanden waren, blieb nur noch eine wüstenartige Landschaft aus orangem Lehm übrig. Eine weitere Bedrohung stellen tropische Wirbelstürme dar. 1968 war der Eiao-Rohrsänger schon stark dezimiert und 1987 wurde ein Bestand von 100 bis 200 Exemplaren gezählt. 2010 wurde der Eiao-Rohrsänger zum ersten Mal fotografiert.